# San José Lachiguirí
San José Lachiguirí là một đô thị thuộc bang Oaxaca, México. Năm 2005, dân số của đô thị này là 3541 người.